# Джулія Ґоґ
Джулія Роуз Ґоґ — британський математик, науковий співробітник та директор з досліджень математики Коледжу Квінс, Кембриджського університету та професор математичної біології в університеті Кембриджського відділу прикладної математики та теоретичної фізики. Вона також є членом Іммунологічної мережі Кембриджу та Інтердисциплінарного науково-дослідного центру Кембриджських інфекційних захворювань. Її дослідження спеціалізуються на використанні математичних методів для вивчення інфекційних захворювань, зокрема грипу.